# Миниавтомобил
Миниавтомобил или градски автомобил е категория леки автомобили с много малки размери – по-малки от тези на малък автомобил, и предназначени главно за използване в градски условия. В антимонополната практика на Европейската комисия тези автомобили са определяни като пазарен сегмент A.
Продажбите на автомобили от сегмент А в периода 2010 – 2020 г. възлизат приблизително на 7 – 8% от целия пазар на леки автомобили.
- Фиат Панда
- Фиат 500
- Мини
- Фолксваген ъп!
- Хюндай i10
- Тойота Айго

## Дефиниция
Към 2021 г. дължината на автомобилите от сегмент A варира от приблизително 2,7 метра (110 инча) до 3,7 метра (150 инча).

## Характеристики
Типът на автомобилите от сегмент А в Европа почти винаги е хечбек. Тъй като кросоувърите набират популярност, някои нови модели се променят, за да приличат повече на кросоувъри. Такива примери са „Сузуки Игнис“ и „Тойота Айго X“. Други типове автомобили като седани не присъстват в този сегмент, тъй като тяхната форма до голяма степен се оказва непрактична за типичните размери на автомобилите от сегмент А.

## История
През 2017, 2018, 2019 и 2020 г. продажбите в сегмент А представляват съответно 8,1%, 8%, 7,7% и 6,8% пазарен дял в Европа.

## Актуални модели
През 2020 г. десетте най-продавани автомобили от сегмент A в Европа са Fiat Panda, Fiat 500, Toyota Aygo, Renault Twingo, Volkswagen Up!, Hyundai i10, Kia Picanto, Peugeot 108, Citroën C1 и Suzuki Ignis.

## Пазарен дял в Европа
2019 г. – През 2019 г. продажбите на мини автомобили спадат с 2% в сравнение с общия пазарен ръст от 1%, което означава, че този сегмент е съставлявал 7,7% от общия европейски автомобилен пазар с 1,21 милиона продажби, спадайки от 8% през 2018 г. Поради увеличението на разходи за спазване на по-строгите стандарти за безопасност и вредните емисии, производителите намаляват инвестициите в такива автомобили или преминават към стратегия само за електрически автомобили.
2020 г. – Европейските продажби на мини автомобили са намалели с една трета през 2020 г., близо с 400 000 продажби по-малко, което е знак, че сегментът губи пазарен дял, тъй като общият пазар е намалял с 24%. В резултат на това този сегмент сега съставлява 6,8% от общия европейски автомобилен пазар, при спад от 7,7% през предходната година. Очаква се техният дял да се свие допълнително през следващите години, тъй като производителите се оттеглят от този сегмент или преминават към производство на електрически автомобили от по-високите сегменти. Това е резултат от нарастващите разходи, което прави тези автомобили нерентабилни, особено като се има предвид, че за повечето европейски марки това е единственият пазар за автомобилите от този сегмент.
2021 г. – В Италия автомобилите от сегмент А представляват 17,7% от продажбите на автомобили през 2021 г.

## Пазарен дял в други страни
В Съединените щати автомобилите от сегмент А представляват 0,5% от пазарния дял. През 2020 г. най-продаваните автомобили в сегмента в САЩ са Chevrolet Spark, Mitsubishi Mirage и Mini Cooper.
В Индия исторически автомобилите от сегмент А са имали най-високи продажби. Продажбите са в спад през последните години, спадайки от 70 000 продажби на месец през 2014 г. до 47 000 продажби на месец през 2016 г.
Към 2019 г. няколко автомобила от сегмент А имат успех извън Европа, като Hyundai Grand i10, Honda Brio, Kia Picanto, Toyota Wigo, Suzuki Celerio, Suzuki Wagon R, Suzuki/Maruti Alto, Ford Figo, Smart ForTwo, Citroën C1, Peugeot 108 и модерният Fiat 500.